# Cappadonna
Cappadonna (wym. ˈkæpəˈdɑnə/), również Cappachino, właśc. Darryl Hill (ur. 18 września 1969, w Staten Island w Nowym Jorku) – amerykański raper, beatboxer, członek amerykańskich formacji hip-hopowych Wu-Tang Clan oraz Theodore Unit. Cappadonna zadebiutował w 1995 roku na debiutanckim albumie Raekwona w Only Built 4 Cuban Linx… utworach „Ice Cream" oraz „Ice Water" co przyniosło mu dużą popularność na nowojorskiej scenie hip-hopowej. Od tego czasu raper regularnie pojawiał się na projektach członków Wu-Tang Clanu jednak oficjalnie przyjęty został dopiero w 2007 przy okazji premiery płyty 8 Diagrams.
Amerykański raper Talib Kweli na swoim blogu umieścił zwrotkę Cappadonny z utworu „Winter Warz" na 11. miejscu listy „najlepszych zwrotek hip-hopowych wszech czasów", sam raper napisał później na swoim Twitterze, że jego zwrotka była freestylem.

## Życie prywatne
Jest ojcem ośmiorga dzieci (trzech córek i pięciu synów) w tym trojaczków.

## Dyskografia
Albumy
- The Pillage (1998)
- The Yin and the Yang (2001)
- The Struggle (2003)
- The Cappatilize Project (2008)
- Slang Prostitution (2009)
- The Pilgrimage (2011)
- Eyrth, Wynd and Fyre (2013)
- Hook Off (2014)
- The Pillage 2 (2015)
- Ear Candy (2018)
- Black Is Beautiful (2020)
- Show Me The Money (2020)
- Black Tarrzann (2021)
- Slow Motion (2022)
- Da Illage (2022)
- The Man with the Iron Darts (2024)
- Godly, Wealthy & Beautiful (2025)